# Tiszatenyő–Hódmezővásárhely–Makó-vasútvonal
A MÁV 130. számú Tiszatenyő–Hódmezővásárhely–Makó-vasútvonala nem villamosított vasútvonal az Alföldön, a Tisza bal partja mentén. Bár a vonatok Szolnokig közlekednek, a vonal kezdőpontja Tiszatenyő, itt ágazik ki a 120-as számú Szajol–Lőkösháza-vasútvonalból.
A vasútvonalon Hódmezővásárhely és Makó között a személyszállítás 2009. december 13-án, a 2009/2010. évi menetrendváltással megszűnt.

## Története
A vasútvonal helyiérdekű vasútként épült meg. Négy vasúttársaság építette:
- Pusztatenyő-Kunszentmártoni HÉV (1885. május 17.)
- Kunszentmárton-Szentesi HÉV (1887. szeptember 24.)
- Szentes-Hódmezővásárhelyi HÉV (1893. október 22.)
- Hódmezővásárhely-Makó-Nagyszentmiklósi HÉV (Hódmezővásárhely–Makó-Újváros: 1903. április 25. Makó-Újváros–Nagyszentmiklós: 1903. december 21., utóbbin Kákás kitérő és Apátfalva között az ACSEV vonalát használta.)

1969 elején adták át a Makó-Újváros állomás és Makó állomás közötti mai nyomvonalú összeköttetést (Makó-Újvárostól nézve Makó elágazásig, Makó állomás felé), ekkor a korábbi, Kákás kitérőig (Apátfalva állomás felé) vezető vonalrész megszűnt.

## A forgalom
A vonalon nagyrészt csak személyvonati forgalom van. A személyvonatok a 2007 / 2008-as menetrend szerint Szolnok–Hódmezővásárhely illetve Hódmezővásárhely–Makó viszonylatokban közlekedtek, azelőtt Szolnok–Szentes és Szentes–Makó viszonylatokban jártak. Naponta egy gyorsvonatpár közlekedett a vonalon Nyugati pályaudvar - Hódmezővásárhely viszonylatban, Vasárnaponként délután, egy Szentes-Budapest közvetlen gyorsvonat is közlekedett, amely régebben Hódmezővásárhelyig, illetve Makóig közlekedett.
A Szentes–Kunszentmárton–Lakitelek–Kiskunfélegyháza viszonylatú vonatok is ezen a vonalon Szentesről indulva fordulnak be a 146-os és 145 vonalakra.
Szolnoktól Szentesig rendszeres a teherforgalom. Martfű fontos árufeladó hely.
2009 végén – sok más mellékvonallal együtt – bezárták a 130-as vonal Hódmezővásárhely–Makó szakaszát is.
Jelenleg[mikor?] a személyszállító vonatok 2 órás, ütemes menetrendben közlekednek Szolnok és Szentes, illetve Szentes és Hódmezővásárhely között. A Hódmezővásárhelyi személyvonatok egy része Kiskunfélegyházáról indul illetve oda érkezik.
Ezen kívül vasárnaponként közlekedik egy Szolnok-Hódmezővásárhely viszonylatú személyvonat, valamint egy közvetlen gyorsvonat Szentesről a Nyugati pályaudvarra is.

## Járművek
A vonal személyforgalmát jórészt Bpmot sorozatú ("Uzsgyi" becenevű) motorvonatok látják el (sokszor párban közlekedve), de gyakoriak a Bzmot motorkocsik is. Régebben az MDmotok „fellegvárának” számított a vonal, de az orosz Bpmot motorvonatok megérkezésükkel kiszorították őket. A Budapest-Szentes gyorsvonatokat 2007-ig MÁV M41 mozdonyok vontatták, de azóta ezek is 2 db Bpmot motorkocsiból állnak. A tehervonatok élén azonban továbbra is láthatóak voltak M41-es mozdonyok, egészen 2009 szeptemberéig. Onnantól kezdve már a MÁV M62-es mozdonyoké a terep a tehervonatok terén. 2008 óta magánvasúti szerelvények is megfordultak a vonalon. 2008 decemberében érkezett Hódmezővásárhely felől a Train Hungary sulzere, majd 2010 februárjában a Floyd ZRt. sulzere járt Szentesen.

## A pálya állapota
Az engedélyezett sebesség Tiszatenyő és Hódmezővásárhely között 80 km/h. Az 1935-ös elavult, "c" sínes Nagytőke-Kunszentmárton szakaszt 2007 és 2009 között a 120-as vonalból kibontott 54-es sínekkel és betonaljakkal felújították, így ott most már 40 helyett 80 km/h-s sebességgel lehet haladni. A Hódmezővásárhely-Makó szakasz 60 km/h sebességű. Ezen a 2009 óta szünetelő forgalmú szakaszon 20 km/h állandó lassújel van érvényben.
A vasútvonal átépített szakaszain mindenhol vasbetonaljas, hegesztett 54 kg/fm sínekből áll a pálya.

## Galéria

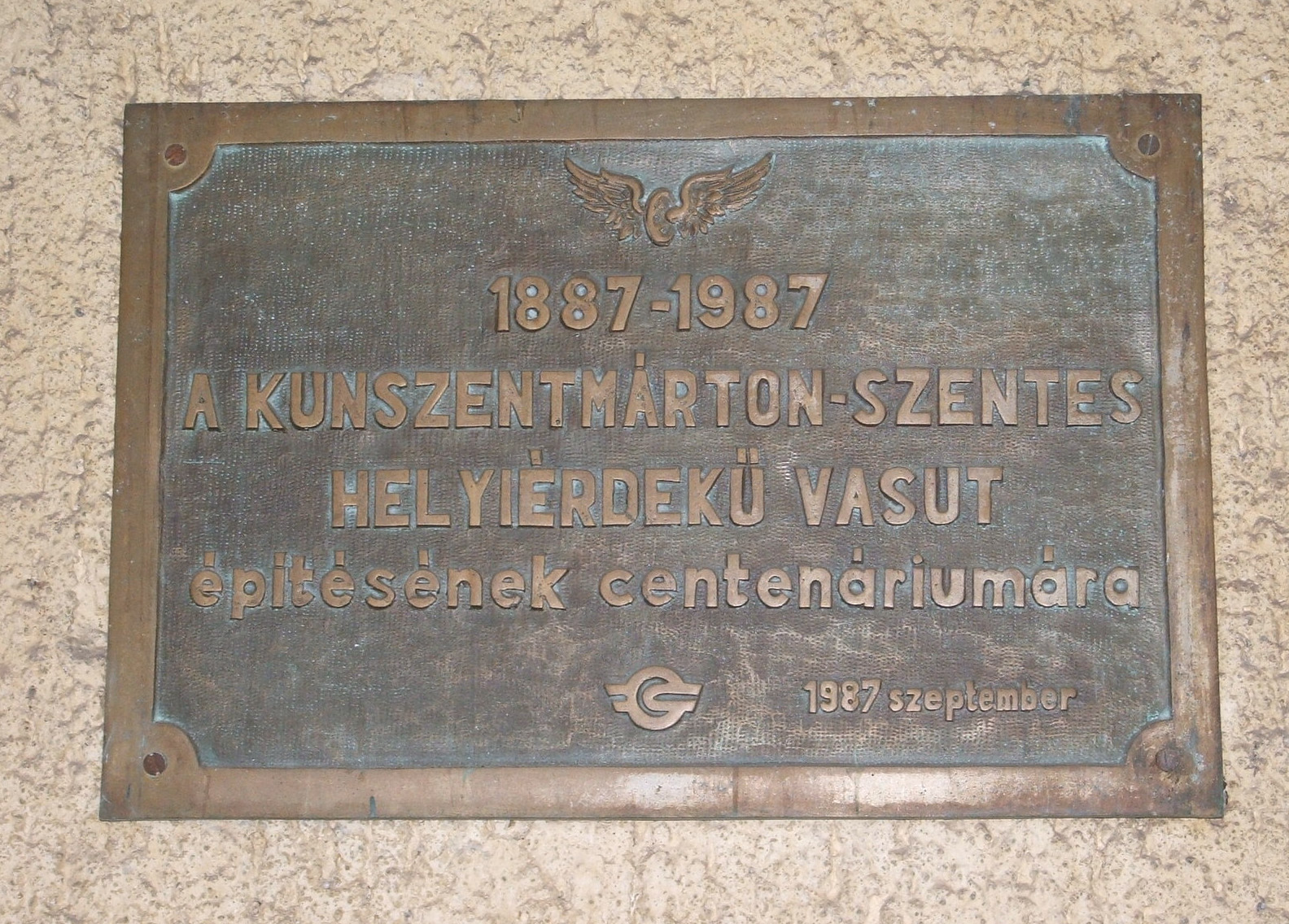
A Kunszentmárton–Szentes HÉV 100. évfordulójára átadott, a Kunszentmárton vasútállomás falán lévő emléktábla. A Szentes vasútállomáson lévő párját lásd itt.
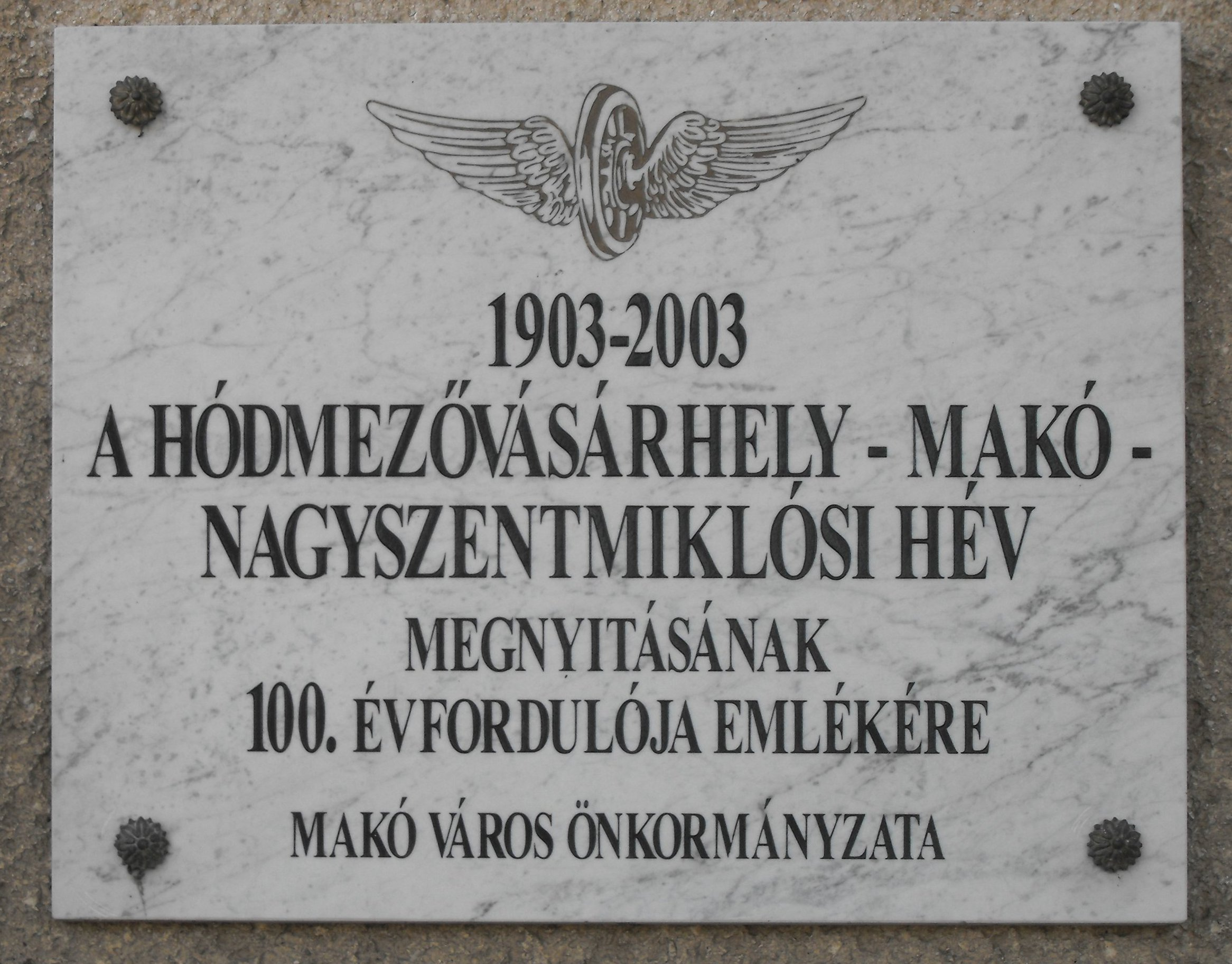
A Hódmezővásárhely-Makó-Nagyszentmiklós HÉV megnyitásának 100. évfordulója alkalmából elhelyezett emléktábla Makó-Újváros vasútállomáson.
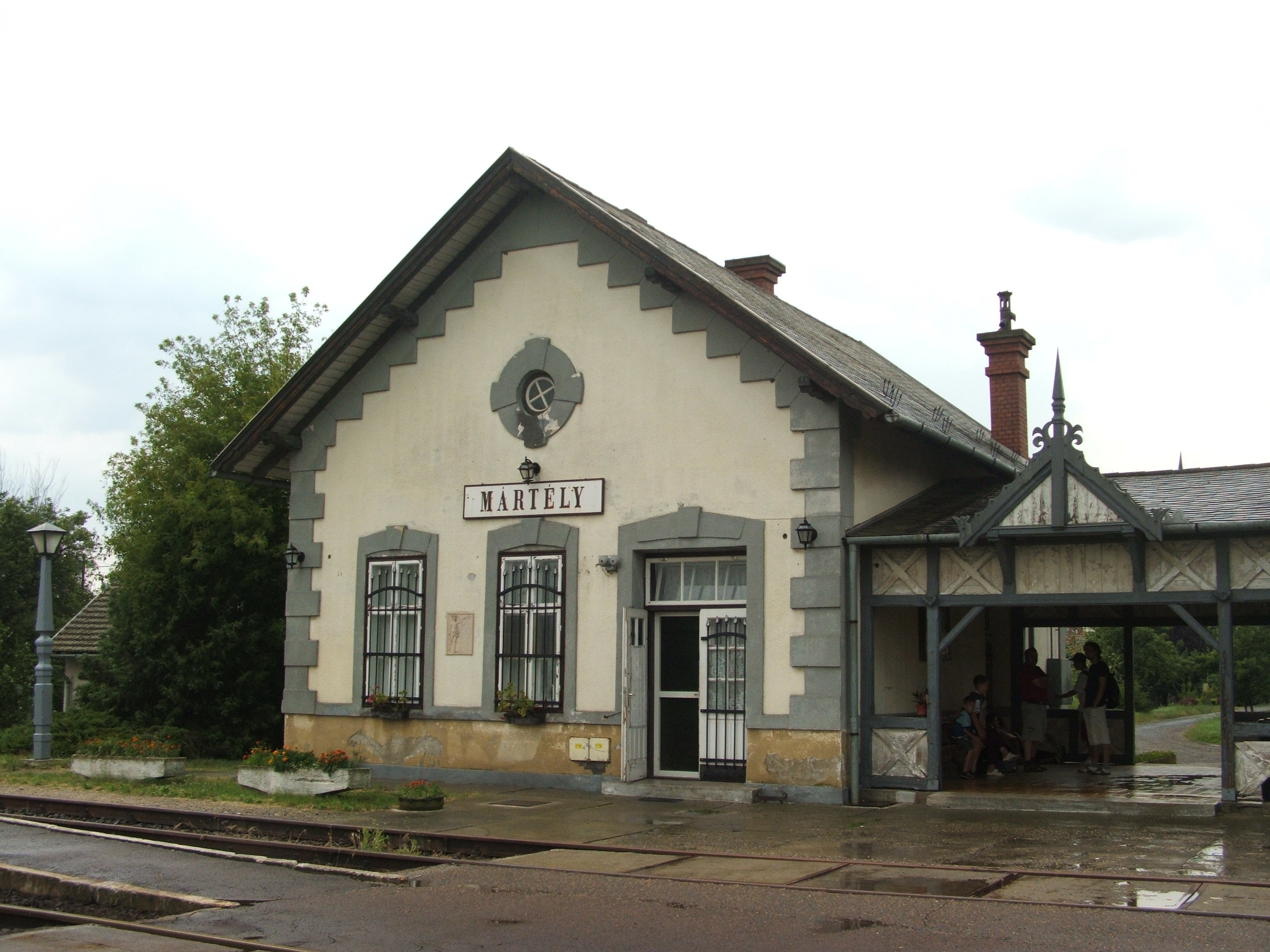
A mártélyi állomás ma is eredeti állapotában látható, változatlanul őrzi a IV. osztályú HÉV felvételi épületek jellegzetességeit.
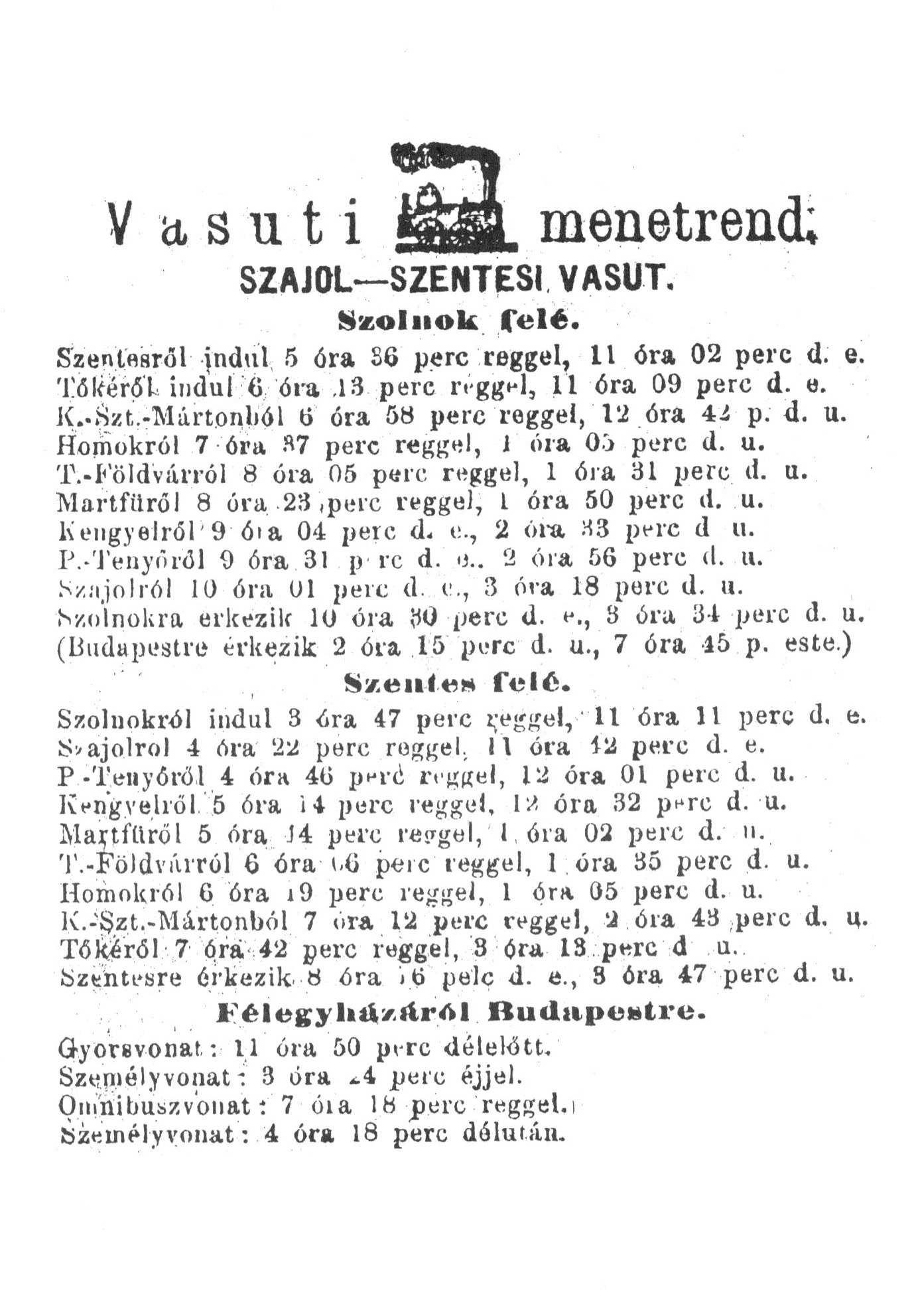
A Szentes-Kunszentmárton HÉV első menetrendje 1887-ből
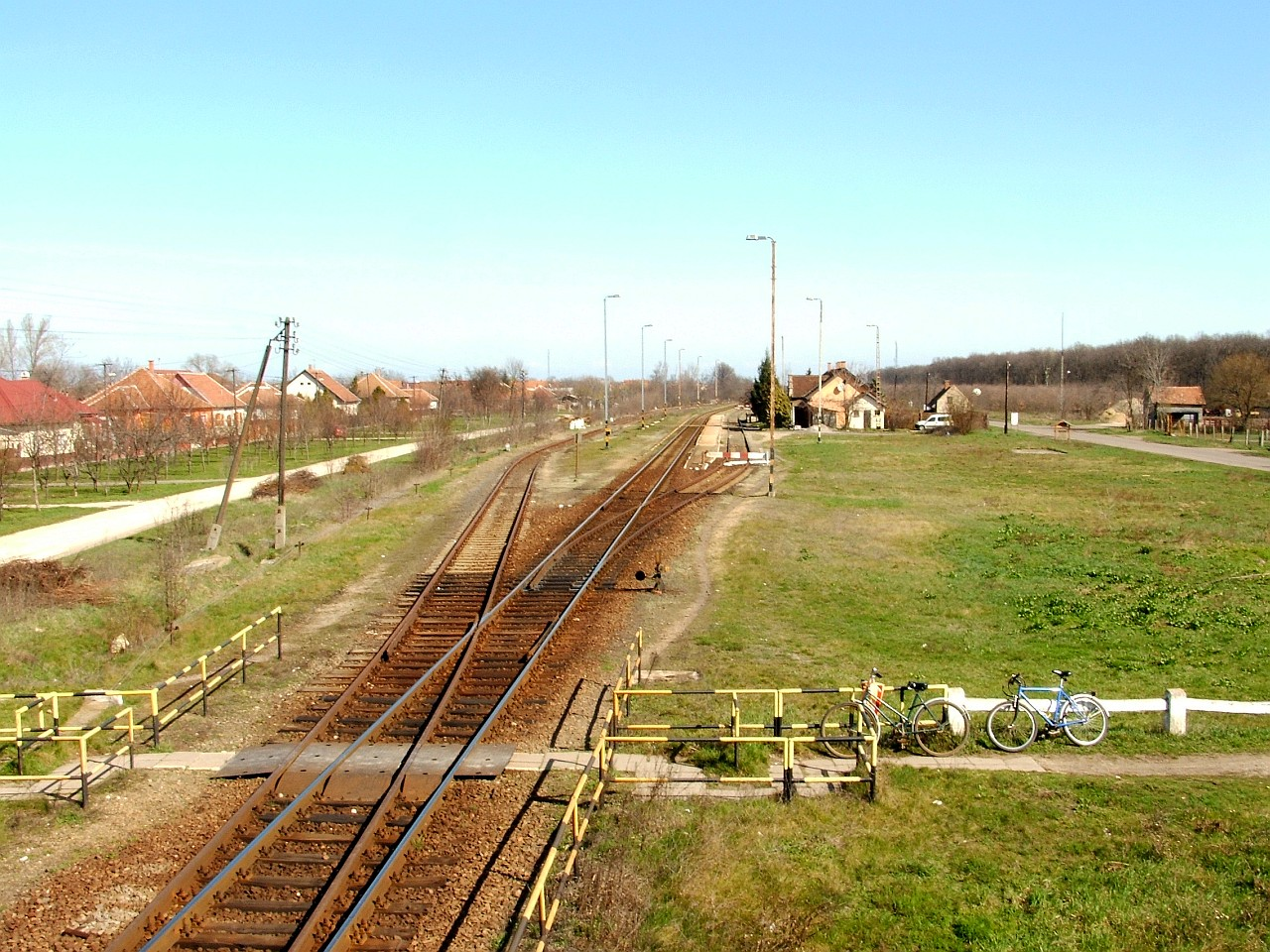
Kengyel állomásának egykori vágányai. Az állomás kitérővágányait 2009-ben elbontották.
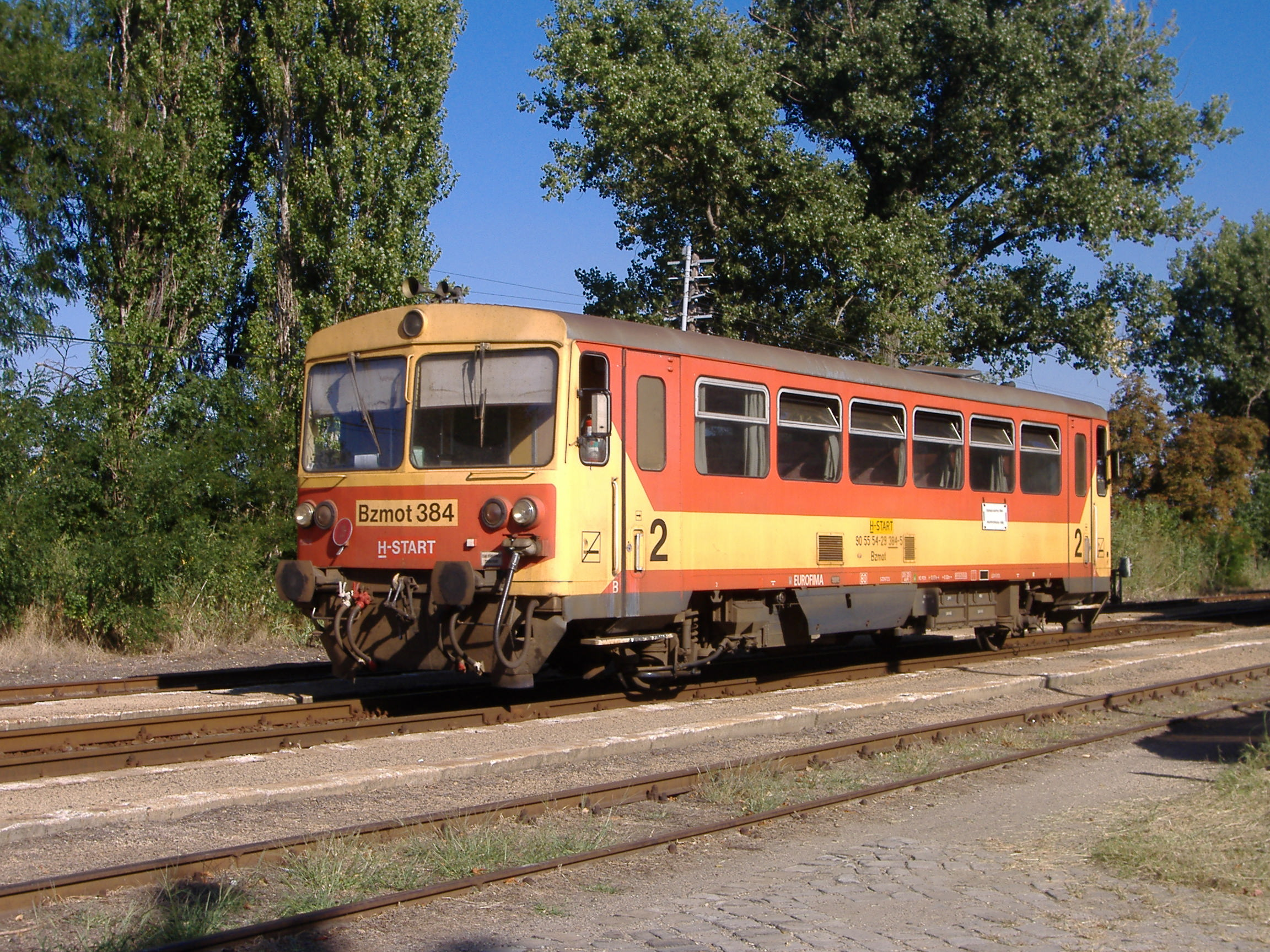
Bzmot motorvonat Makó-Újváros állomáson

## Érdekességek
A mártélyi állomás érdekessége, hogy 2022-ben állomásból visszaminősítették megállóhely, iparvágánykiágazássá.
A vasútvonal bejárható virtuálisan a Microsoft Train Simulator játékkal is, ha letöltjük az Alföld nevű magyar kiegészítőt hozzá.
2023. május 21-én a Csörgő 50. születésnapja alkalmából Szeged-Hódmezővásárhely-Makó vonalban közlekedett expressz vonat. Majd ugyanezen a napon a 17203-as Gyors vonata Makó-Hódmezővásárhely-Szentes-Budapest-Nyugati útvonalon közlekedett.